# Ваккер-90 (Нордгаузен)
«Футбольно-спортивний клуб Ваккер-90 Нордгаузен» (нім. Fußballsportverein Wacker 90 Nordhausen e.V.) — німецька футбольна команда з міста Нордгаузен, з землі Тюрингія. 
Найбільшим успіхом клубу стало просування в Регіоналлігу «Північний-Схід» у 1995 та 2013 роках. Також тричі вигравав Кубок Тюрінгії і завдяки цьому пройшов кваліфікацію до першого раунду Кубка Німеччини.

## Досягнення
- Оберліга «Південь»
  -  Чемпіон (2): 1995, 2013

- Тюрінгенліга
  -  Чемпіон (2): 2012, 2015

- Ландесклассе Тюрингія-Схід
  -  Чемпіон (1): 2005

- Кубок Тюрингії
  -  Володар (4): 1992, 1996, 1997, 2019
  -  Фіналіст (3): 1998, 1999, 2017

## Статистика виступів
| Рік       | Дивізіон                      | Рівень | Позиція |
| 1999–2000 | Оберліга «Південь»            | IV     | 7-ме    |
| 2000–01   | Оберліга «Південь»            | IV     | 18-те ↓ |
| 2001–02   | Ландесліга Тюрингія           | V      | 15-те↓  |
| 2002–03   | Ландескласе Тюрингія-Захід    | VI     | 3-тє    |
| 2003–04   | Ландескласе Тюрингія-Схід     | VI     | 5-те    |
| 2004–05   | Ландескласе Тюрингія-Схід     | VI     | 1-ше ↑  |
| 2005–06   | Тюрінгенліга                  | V      | 4-те    |
| 2006–07   | Тюрінгенліга                  | V      | 7-ме    |
| 2007–08   | Тюрінгенліга                  | V      | 8-ме    |
| 2008–09   | Тюрінгенліга                  | VI     | 3-тє    |
| 2009–10   | Тюрінгенліга                  | VI     | 3-тє    |
| 2010–11   | Тюрінгенліга                  | VI     | 9-те    |
| 2011–12   | Тюрінгенліга                  | VI     | 1-ше ↑  |
| 2012–13   | Оберліга «Південь»            | V      | 1-ше ↑  |
| 2013–14   | Регіоналліга «Північний-Схід» | IV     | 5-те    |
| 2014–15   | Регіоналліга «Північний-Схід» | IV     | 3-тє    |
| 2015–16   | Регіоналліга «Північний-Схід» | IV     | 3-тє    |
| 2016–17   | Регіоналліга «Північний-Схід» | IV     | 7-ме    |
| 2017–18   | Регіоналліга «Північний-Схід» | IV     | 2-ге    |
| 2018–19   | Регіоналліга «Північний-Схід» | IV     | 3-тє    |
| 2019-20   | Регіоналліга «Північний-Схід» | IV     | 13-те↓  |

- З введенням Регіоналліги в 1994 року та Третьої ліги в 2008 році як нового третього дивізіону, нижче Другої Бундесліги, усі ліги опустилися нижче на один рівень.

| ↑ Підвищення | ↓ Вибуття |

## Відомі гравці
- / Сергій Ярмолич
- / Олег Смолянинов
- / Сергій Андрєєв
- / Анатолій Шелест
- Сергій Бондар